# Захват заложников в здании AIA (1975)
Захват заложников в здании AIA (American Insurance Associates) был совершен с 4 по 8 августа 1975 года пятью членами леворадикальной организации «Красная армия Японии» (КАЯ) в здании AIA на улице Джалан Анпанг в Куала-Лумпуре, Малайзия, где размещались несколько посольств. Среди заложников были консул США Роберт Стеббинс и временный поверенный в делах Швеции Фредрик Бергенстрале. Боевики добились освобождения пяти заключённых террористов из японских тюрем, после чего вылетели с ними в Ливию на предоставленном самолете.

## Предыстория
Красная армия Японии являлась международной террористической организацией, которая ставила перед собой целью начало мировой революции. В 1970-х годах организация совершила множество терактов и убийств, включая бойню в аэропорту Лод в Тель-Авиве тремя годами ранее. В 1972 году произошел инцидент Асама-Сансо, когда пятеро боевиков Объединенной Красной Армии в течение десяти дней оборонялись в горном пансионате, захватив одну заложницу, в конце концов проиграв полиции и оказавшись за решеткой.

## Инцидент
Здание AIA на улице Джалан Ампанг в Куала-Лумпуре ранее использовалось как посольства США и Швеции. 4 августа 1975 года пять членов Красной армии Японии ворвались в здание, взяв в заложники 53 сотрудника посольств. Все заложники были собраны на 9-м этаже. КАЯ потребовали освобождения семерых заключённых членов леворадикальных группировок из японских тюрем и пригрозили расправиться со всеми заложниками, если их требования не будут выполнены.
Японское правительство ответило согласием, подтвердив намерение семерых заключенных присоединиться к Красной армии Японии. Однако, Хироси Сакагути заявил: «Моё поле битвы — зал суда, и сейчас не время стремиться к насильственной революции». В это же время Дзюнъити Мацуура, находящийся на свободе под залогом, заявил: «Я пока отложил свои битвы, поэтому не намерен присоединяться, кто бы меня ни приглашал». Остальные пятеро, изъявившие желание присоединиться к Красной армии Японии, были освобождены и им было разрешено покинуть страну. Освобождение заключённых было осуществлено в качестве внесудебной меры в соответствии с положением статьи 14 японского Закона о прокуратуре, которая гласит, что министр юстиции (тогда Инаба Осаму) может предоставить генеральному прокурору (тогда Фусэ Такэси) командные полномочия по отдельным делам.
Освобожденные покинули страну, а группа преступников вылетела в Ливию на самолете Douglas DC-8 авиакомпании Japan Airlines 7 августа. Вместе с боевиками на самолете вылетели двое граждан Малайзии: заместитель министра транспорта Дато Рамли Омар и помощник министра транспорта Тан Шри Осман Самсуддин Кассим в качестве заложников, чтобы гарантировать безопасность. На следующий день самолет с десятью террористами приземлился в аэропорту Триполи в Ливии. Там их укрыл ливийский правитель Муаммар Каддафи, который в то время поддерживал различные террористические группировки по всему миру, такие как ИРА и ООП. Самсуддин Кассим и Рамли Омар вернулись в Малайзию невредимыми 10 августа. Этот инцидент напрямую повлиял на захват заложников в «Кэйданрэн» правыми радикалами.
| Имя заключенного | Членство                                                 | Обвинение                                               | Ответ на предложение об освобождении | После инцидента |
| ---------------- | -------------------------------------------------------- | ------------------------------------------------------- | ------------------------------------ | --- |
| Дзюн Нисикава    | Красная армия Японии                                     | Захват заложников во французском посольстве в Гааге     | Согласился                           | Октябрь 1997 г.: Арестован в Боливии. Ноябрь 1997 г.: Экстрадиция в Японию. Сентябрь 2011 г.: Подтверждено пожизненное заключение.                               |
| Тода Кадзуо      | Красная армия Японии                                     | Подделка документов                                     | Согласился                           | Февраль 1997 г.: Арестован в Ливане; 2000 г.: Выслан в Японию; Сентябрь 2002 г.: Приговорен к 2 годам и 6 месяцам тюремного заключения; Освобожден в мае 2003 г. |
| Кунио Бандо      | Объединенная Красная Армия (Фракция Красной Армии)       | Операция М Инцидент Асама-Сансо                         | Согласился                           | В подполье (Международный розыск) |
| Хироси Сакагути  | Объединенная Красная Армия (Фракция Революционных левых) | Налет на оружейный магазин в Мооке Инцидент Асама-Сансо | Отклонил                             | Приговорен к смертной казни в феврале 1993 года. |
| Дзюнъити Мацуура | Фракция Красной Армии                                    | Операция М(Банк Мацуэ)                                  | Отклонил                             | Осужден в июне 1978 года. |
| Мацуда Хисаси    | Фракция Красной Армии                                    | Операция М (Банк Йокогама)                              | Согласился                           | В подполье (Международный розыск) |
| Норио Сасаки     | Вооружённый антияпонский фронт Восточной Азии            | Серия корпоративных взрывов                             | Согласился                           | В подполье (Международный розыск) |

## Участники захвата
- Дзюндзо Окудайра[яп.]
- Осаму Маруока[яп.] (?)
- Харуо Вако[яп.]
- Тосихико Хидака[яп.]
- Ёсиаки Ямада[яп.] (?)

## Последствия
Среди освобожденных заключенных был Кунио Бандо, участник осады Асама-Сансо, который в последствии помог членам Красной армии Японии угнать самолет DC-8 в Дакку в 1977 году. Бандо остаётся на свободе и, как сообщается, провёл время с 1997 по 2007 год в России, Китае, Японии, на Филиппинах где с конца 1960-х годов шел вооруженный конфликт между правительством и маоистскими повстанцами.
В настоящее время Дзюндзо Окудайра, Бандо, Мацуда и Сасаки находятся в международном розыске.
В декабре 2005 года выяснилось, что правительство Малайзии пыталось найти более радикальный выход из ситуации, но отказалось от него.